# یلوه ماداگاسکاری
یلوه ماداگاسکاری (نام علمی: Rallus madagascariensis)، گونه‌ای از پرندگان از تیرهٔ (Rallidae)  و بومی ماداگاسکار است.
زیستگاه‌های طبیعی آن جنگل‌های جلگه‌ای نمناک نیمه‌گرمسیری یا گرمسیری، جنگل‌های کوهستانی نمناک نیمه‌گرمسیری یا گرمسیری و مرداب‌های آب شیرین است. از دست دادن زیستگاه آن را تهدید می‌کند.